# Barbella conferva
Barbella conferva är en bladmossart som beskrevs av Brotherus 1925. Barbella conferva ingår i släktet Barbella och familjen Meteoriaceae. Inga underarter finns listade i Catalogue of Life.